# Телизери (Нуоро)
Телизери је насеље у Италији у округу Нуоро, региону Сардинија.
Према процени из 2011. у насељу је живело 71 становника. Насеље се налази на надморској висини од 804 м.